# كريستيان ديور
كريستيان إرنست ديور (بالفرنسية: [kʁistjɑ̃ djɔʁ]؛ 21 يناير 1905 – 24 أكتوبر 1957)، مصمم أزياء فرنسي ومؤسس دار الأزياء الشهيرة عالميًا كريستيان ديور إس إي. حظيت دار الأزياء بشهرة واسعة النطاق، حيث انتشرت شهرته "عبر خمس قارات في غضون عقد واحد فقط."
تميز ديور بمهاراته التي قادته للعمل وتصميم أزياء لأبرز رموز الموضة، في مسعى للحفاظ على صناعة الأزياء خلال فترة الحرب العالمية الثانية. وبعد انتهاء الحرب، أسس دار الأزياء الخاصة به وطرح مجموعته الشهيرة "نيو لوك" عام 1947. تم إطلاق هذه المجموعة بتصاميم مبتكرة تضمنت أكتافًا مستديرة، خصرًا ضيقًا، وتنورات واسعة للغاية، معبرة عن الأنوثة البارزة والفخامة في أزياء النساء.
خلال مسيرته، حصل ديور على العديد من الجوائز المرموقة عن تصميماته للأزياء.

## حياته
وُلد كريستيان ديور في بلدة غرانفيل الساحلية الواقعة على شواطئ نورماندي في فرنسا، وكان الابن الثاني من بين خمسة أبناء لوالديه موريس ديور (وهو صانع أسمدة ثري يدير شركة العائلة ديور فرير)، وزوجته مادلين مارتن. كان لديه أربعة أشقاء: ريمون (والد فرانسواز ديور)، وجاكولين، وبرنارد، وكاثرين ديور. انتقلت عائلته للعيش في باريس عندما بلغ ديور الخامسة من عمره.
رغم تطلعات عائلته ليصبح دبلوماسيًا، أظهر ديور اهتمامًا مبكرًا بالفن. بدأ يبيع رسومات أزياء خارج منزله لكسب المال مقابل 10 سنتات للرسمة (ما يعادل حوالي 2 دولار في عام 2023). ترك الدراسة في عام 1928 وحصل على دعم مالي من والده لافتتاح معرض فني صغير. عرض في هذا المعرض هو وصديقه أعمالًا لفنانين كبار مثل بابلو بيكاسو، مما أتاح له تكوين صداقات مع شخصيات مؤثرة مثل سلفادور دالي، وجان كوكتو، وألبرتو جياكوميتي. استلهم ديور من أعمالهم التي ساهمت لاحقًا في تشكيل رؤيته الإبداعية في تصميم الأزياء. ومع ذلك، اضطر لإغلاق المعرض بعد ثلاث سنوات بسبب وفاة والدته وشقيقه وأزمة الكساد الكبير التي أثرت على أعمال والده وأفقدته السيطرة على شركته.

بحث ديور عن مصدر دخل جديد وعاد لرسم وبيع تصميمات الأزياء. لفتت هذه الرسومات انتباه مصمم الأزياء روبرت بيكيه، الذي وظفه في عام 1937، حيث أتاح له تصميم ثلاث مجموعات أزياء. قال ديور لاحقًا: "علمني روبرت بيكيه أن البساطة هي أساس الأناقة الحقيقية." كان أحد تصاميمه الشهيرة لفستان يومي بتنورة قصيرة من مجموعة "كافيه أنجليه" قد حقق نجاحًا كبيرًا. أثناء عمله مع بيكيه، تعاون مع بيير بالمان، وخلفه لاحقًا كمصمم رئيسي مارك بوهان، الذي أصبح رئيس التصميم في دار كريستيان ديور عام 1960. ترك ديور العمل مع بيكيه بعد استدعائه للخدمة العسكرية.

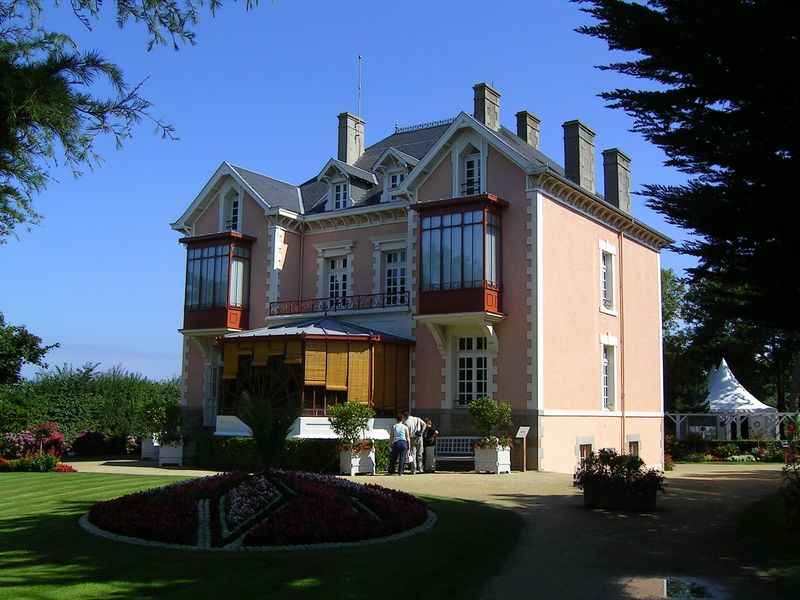
منزل ومتحف كريستيان ديور في فرنسا.

في عام 1942، وبعد خروجه من الجيش، انضم إلى دار أزياء لوسيان ليلونغ، حيث شارك مع بالمان في تصميم الأزياء كأحد المصممين الرئيسيين. عمل خلال الحرب العالمية الثانية في تصميم فساتين لزوجات ضباط النازيين وبعض المتعاونين الفرنسيين، على غرار العديد من دور الأزياء الأخرى التي استمرت في العمل أثناء الحرب، مثل جان باتو، وجين لانفين، ونينا ريتشي. في الوقت نفسه، كانت شقيقته كاثرين، التي انضمت إلى المقاومة الفرنسية، قد اعتقلها الجستابو وأُرسلت إلى معسكر اعتقال رافينسبروك، لكنها نجت وأُطلق سراحها في مايو 1945. أطلق ديور في عام 1947 أول عطر له تحت اسم "ميس ديور" تكريمًا لها.
كان ديور معروفًا بتفاؤله واعتماده على العرافين لاتخاذ القرارات الهامة. تضمنت مجموعاته الرموز التعويذية، وكان يحمل دائمًا مجموعة من التمائم التي اعتقد أنها تجلب له الحظ. عندما عرض عليه الصناعي مارسيل بوساك تمويل تأسيس دار كريستيان ديور بستة ملايين فرنك، قبل ديور العرض فقط بعد استشارة منجمين، ما يعكس تأثير إيمانه بالحظ على مسيرته المهنية.

## وفاته
توفي كريستيان ديور في 24 أكتوبر 1957 إثر نوبة قلبية مفاجئة أثناء قضاء عطلة في مونتيكاتيني بإيطاليا، وذلك في وقت متأخر من بعد الظهر خلال لعبه الورق. ترك وراءه جاك بينيتا، وهو مغني من شمال إفريقيا يصغره بثلاثة عقود، وكان آخر شريك له في علاقة خاصة معروفة.

## جوائز
ترشح ديور لجائزة الأوسكار لأفضل تصميم أزياء بالأبيض والأسود لعام 1955 عن فيلم محطة القطار (Terminal Station) الذي أخرجه فيتوريو دي سيكا (1953). كما ترشح في عام 1967 لجائزة بافتا لأفضل أزياء بريطانية (ملونة) عن فيلم أرابيسك (Arabesque) الذي أخرجه ستانلي دونين (1966). وفي حفل توزيع جوائز سيزار الحادي عشر عام 1986، ترشح لأفضل تصميم أزياء (Meilleurs costumes) عن فيلم براس دي فير (Bras de fer) لعام 1985.

## وصلات خارجية
- كريستيان ديور على موقع IMDb (الإنجليزية)
- كريستيان ديور على موقع الموسوعة البريطانية (الإنجليزية)
- كريستيان ديور على موقع مونزينجر (الألمانية)
- كريستيان ديور على موقع ألو سيني (الفرنسية)
- كريستيان ديور على موقع أول موفي (الإنجليزية)
- كريستيان ديور على موقع قاعدة بيانات برودواي على الإنترنت (الإنجليزية)
- كريستيان ديور على موقع قاعدة بيانات الأفلام السويدية (السويدية)
- كريستيان ديور على موقع إن إن دي بي (الإنجليزية)
- كريستيان ديور على موقع ديسكوغز (الإنجليزية)
- كريستيان ديور على موقع قاعدة بيانات الفيلم (الإنجليزية)

- Christian Dior Official Website
- A biography of Christian Dior
- Sewing patterns by Christian Dior